# Motor V16

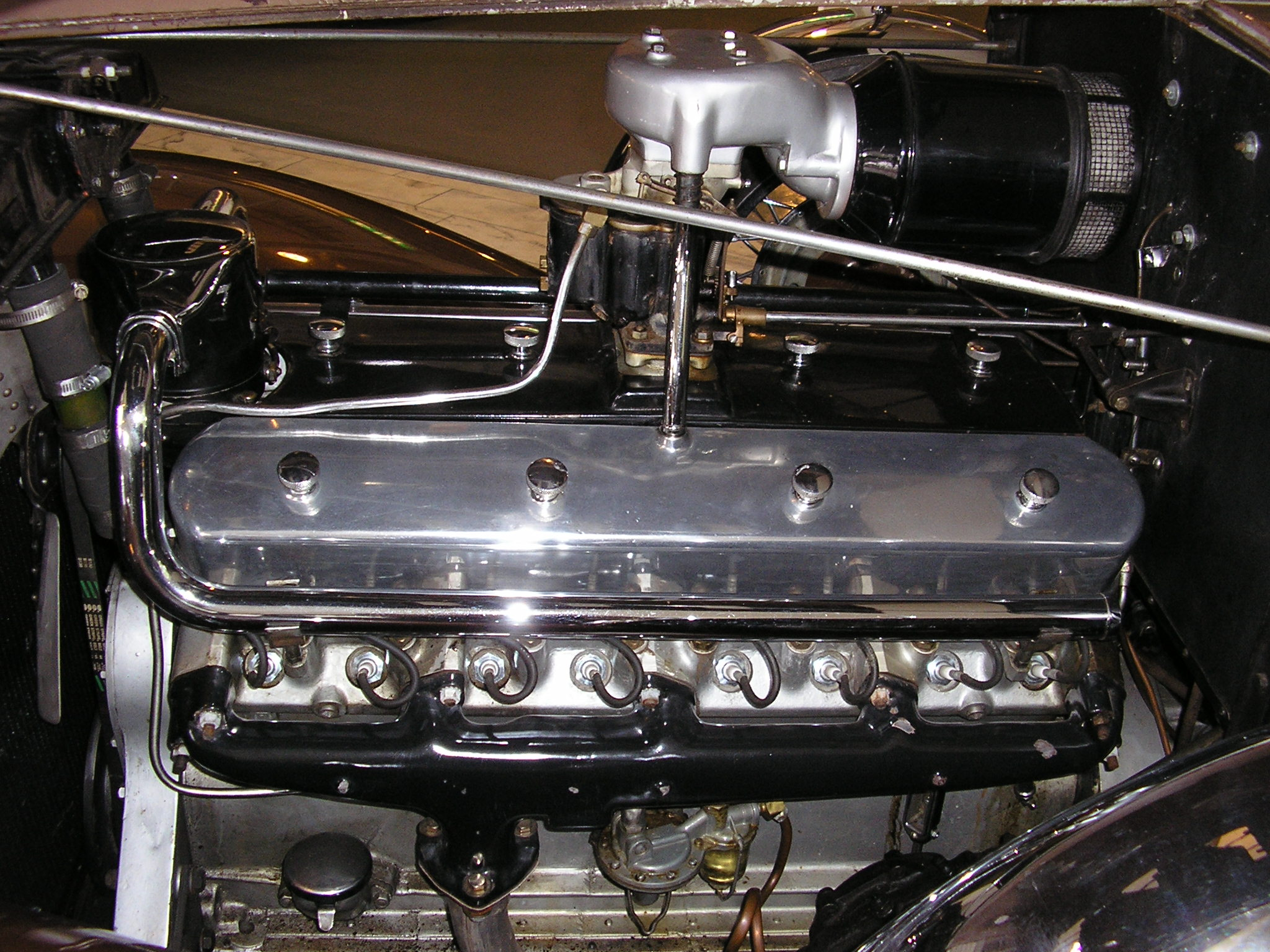
Motor de automóvil Marmon V-16 (1933)

Un motor V16 es un propulsor de combustión interna de dieciséis cilindros donde dos bancos de ocho cilindros están dispuestos en una configuración en "V" alrededor de un cigüeñal común. Los motores V16 son menos comunes que los motores con menos cilindros, como los motores V8 y V12.
Un motor V16 presenta la ventaja de estar completamente equilibrado, independientemente del ángulo en V utilizado en su diseño y sin necesidad de emplear ejes contrarrotantes, necesarios para equilibrar los motores de hasta 4 cilindros en línea, los de un número impar de cilindros acomodados en línea, o los motores V8. Con ángulos de 45° o de 135° de la V, reciben impulsos opuestos cada 45°, por lo que son soluciones óptimas desde el punto de vista dinámico y de eliminación de vibraciones.
Los motores V16 rara vez se utilizan en los automóviles porque los motores V8 y V12 entregan más potencia unitaria y son menos costosos de fabricar y mantener. Los pocos motores V16 que se han producido se han utilizado en automóviles de lujo, de alta gama o de alto rendimiento por sus bajas vibraciones.
El primer uso de un motor V16 fue en el avión experimental Antoinette VII de 1910, seguido de varios automóviles en la década de 1930. Hoy en día, las aplicaciones más comunes de los motores V16 son las locomotoras de ferrocarril, las embarcaciones marinas y los generadores de energía estacionarios.

## Aplicaciones automotrices

### Coches de producción en serie

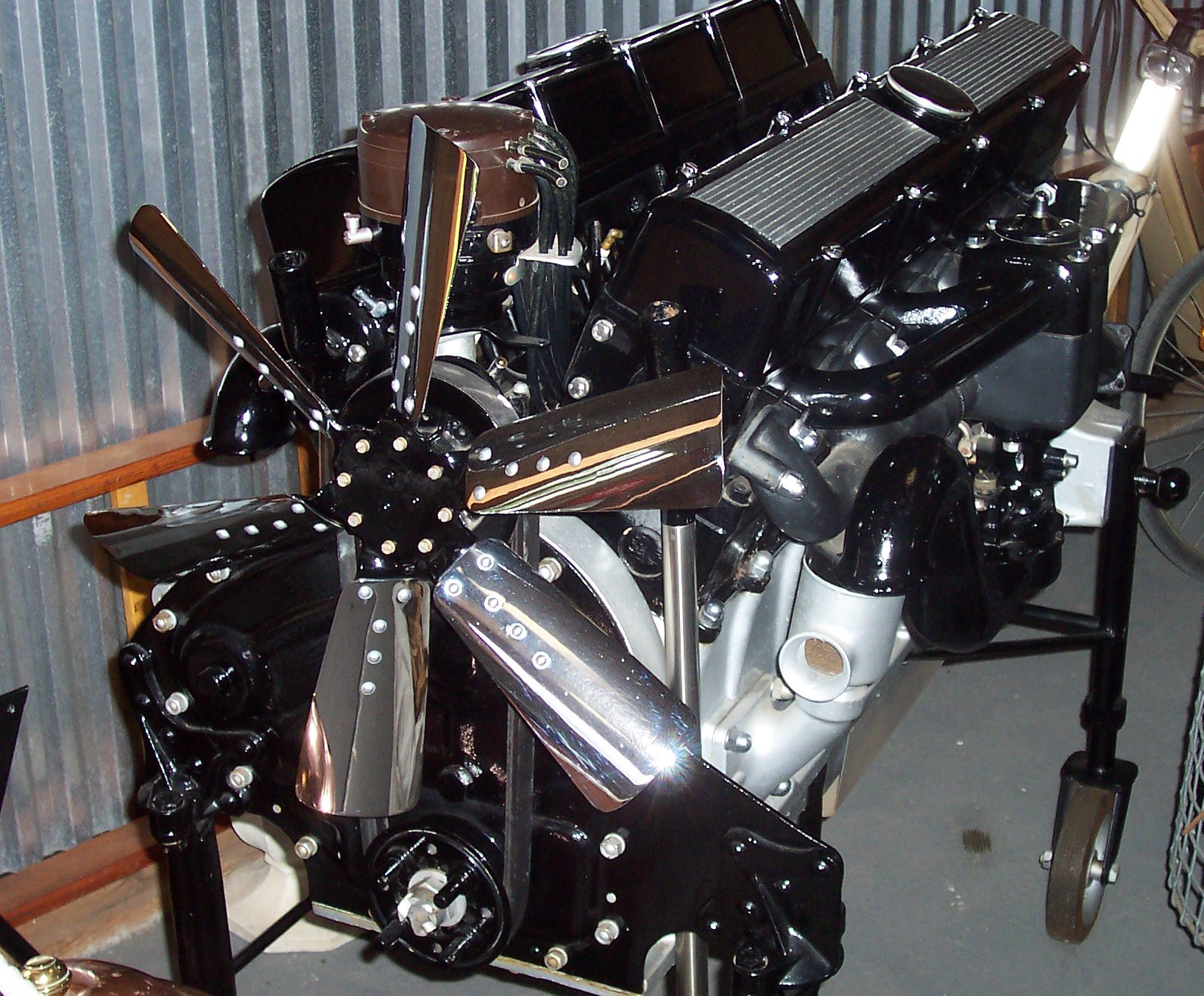
Motor Cadillac V16 de comienzos de los años 1930

El primer automóvil producido en serie que usó un motor V16 fue el Cadillac V-16, introducido en enero de 1930. El motor Cadillac V16 se produjo inicialmente con una cilindrada de 452 plg³ (7,4 L), válvulas en cabeza y un ángulo en V de 45 grados. Para la Serie 90 de 1938, el motor se revisó, dotándolo de una cilindrada de 431 plg³ (7062,8 cm³), una culata de cabeza plana y un ángulo en V de 135 grados (este último, para obtener una menor altura del carenado). Esta versión producía tanta potencia como su predecesor inmediato, aunque era mucho menos compleja, tenía un cigüeñal más rígido que proporcionaba al motor una mayor durabilidad y suavidad, e incluso tenía un filtro de aceite externo, una rareza entonces para un automóvil por caro que fuese.
La compañía Marmon en realidad comenzó a diseñar un motor V16 en 1927 (antes que Cadillac), pero su programa de desarrollo duró más tiempo y el "Marmon Sixteen" se lanzó en 1931. Este motor tenía un ángulo en V de 45 grados, utilizaba acero prensado en las camisas de los cilindros y fue construido principalmente de aluminio. Solo se produjeron unos 400 Marmon Sixteen entre 1931 y 1933.
En 1991 comenzó la producción del Cizeta-Moroder V16T, con un motor de 16 cilindros en una configuración única. En lugar de un diseño V16 convencional, el propulsor en realidad estaba formado por dos motores V8 montados transversalmente separados entre sí, pero conectados mediante un sistema de engranajes que proporcionaba una salida única desde el centro del conjunto del motor a la transmisión. Solo se produjeron unos pocos automóviles antes de que la empresa dejara de operar.

### Prototipos

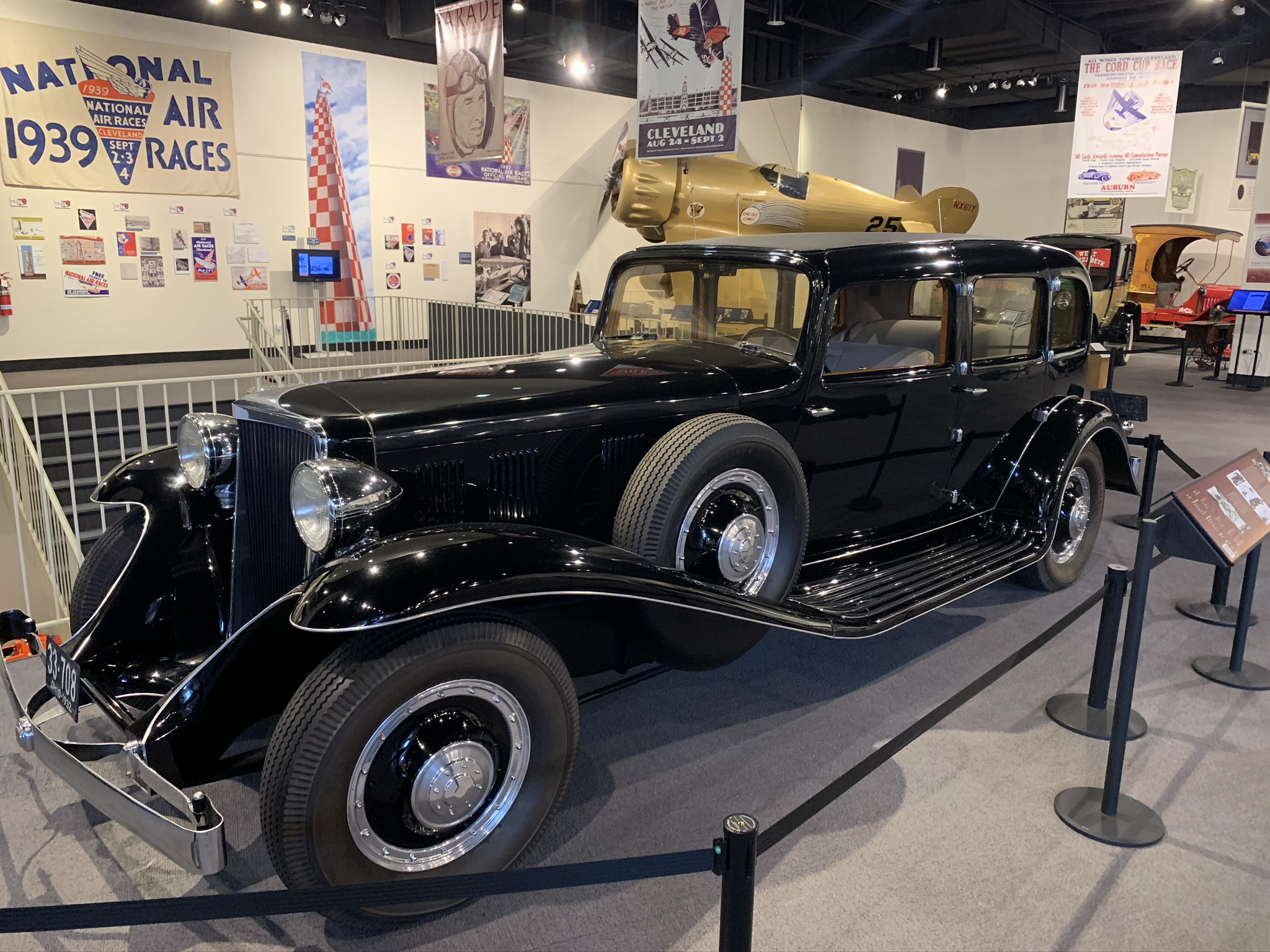
Prototipo Peerless Sixteen (1932)

La compañía Peerless desarrolló un motor V16 a principios de la década de 1930, aunque solo se construyó un prototipo antes de que cesara toda la producción de automóviles y la empresa convirtiera su factoría en una fábrica de cerveza después del fin de la prohibición del alcohol en EE. UU.
A finales de la década de 1980, se desarrolló el motor BMW Goldfish V16 de 6,7 L (409 plg³), basado en el entonces nuevo motor V12 de BMW. Los prototipos se instalaron en unidades de la Serie 7 de batalla larga y luego, a principios de la década de 1990, en el Bentley Mulsanne. Aproximadamente al mismo tiempo, Mercedes-Benz desarrolló un motor de 8 L (488 plg³) V16 para la limusina Clase S. Entre 1988 y 1990, se construyeron aproximadamente 35 prototipos.
El prototipo de 2003 Cadillac Sixteen fue presentado con un motor V16 de 13,6 L (830 plg³), que se basó en los motores General Motors LS V8. Al año siguiente, se presentó el prototipo Rolls-Royce 100EX con un motor V16 de 9 L (549 plg³). El automóvil que aparece en la película Johnny English Reborn está propulsado por este motor V16.
El Devel Sixteen Prototype de 2017 utilizaba un motor V16 de 12,3 L (751 plg³) con cuatro turbocompresores.

### Coches de carreras

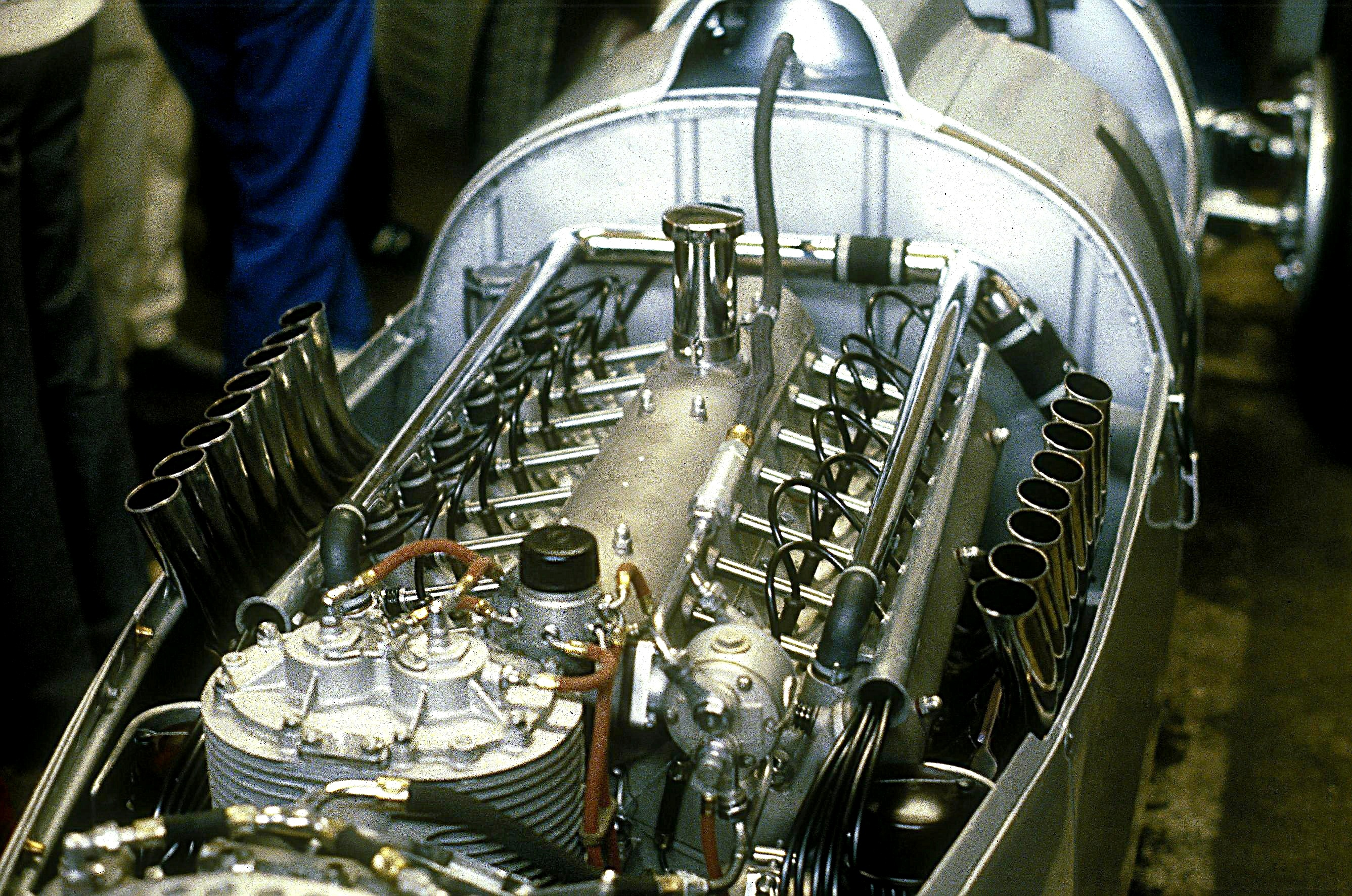
Motor de un Auto Union Type C

El primer uso conocido de un V16 en el automovilismo fue el "Maserati Tipo V4" utilizado en las carreras de Gran Premio. El Tipo V4 debutó en Monza en 1929 y logró un récord mundial de velocidad de 152,8 mph (245,9 km/h) en un evento en Cremona, Italia.
En el las 500 Millas de Indianápolis de 1931, se instaló un motor V16 hecho a medida en un "superdeportivo" Cord conducido por Shorty Cantlon. El coche era competitivo, remontando desde el puesto 26 en la parrilla hasta la tercera posición, pero se ralentizó por la falta de fiabilidad, agravada aún más por tener que cambiar las dieciséis bujías. Al año siguiente, Bryan Saulpaugh pilotaba el coche en tercera posición cuando el coche sufrió una rotura de la línea de aceite en la vuelta 55 y debió abandonar. Poco después de la carrera, el V16 fue retirado y reemplazado por un motor Miller convencional de cuatro cilindros.
Los coches de Gran Premio de Auto Union Tipo A, Tipo B y Tipo C de motor central de 1933 a 1938 fueron propulsados por motores de 4,4 L (269 plg³) sobrealimentados. Debido a un cambio de reglas en 1938, serían reemplazados por un motor V12 para los bólidos del "Tipo D". Antes de este cambio de reglas, el Alfa Romeo Tipo 316 compitió en el Gran Premio de Trípoli de 1938 impulsado por un motor V16 a 60 grados.
El único uso conocido de un motor V16 en la era posterior a la Segunda Guerra Mundial es el motor BRM V16 utilizado en las carreras de Fórmula 1 de 1950 a 1955. El motor era un diseño sobrealimentado de 91 plg³ (1,5 L), que no tuvo éxito a pesar de su alta potencia. Oficialmente, rendía 550 HP (410,1 kW), aunque probablemente entregaba alrededor de 600 HP (447,4 kW). El automóvil era difícil de conducir debido a que la banda de potencia estaba en un rango estrecho situado a altas revoluciones por minuto.

## Aplicaciones marítimas / ferroviarias

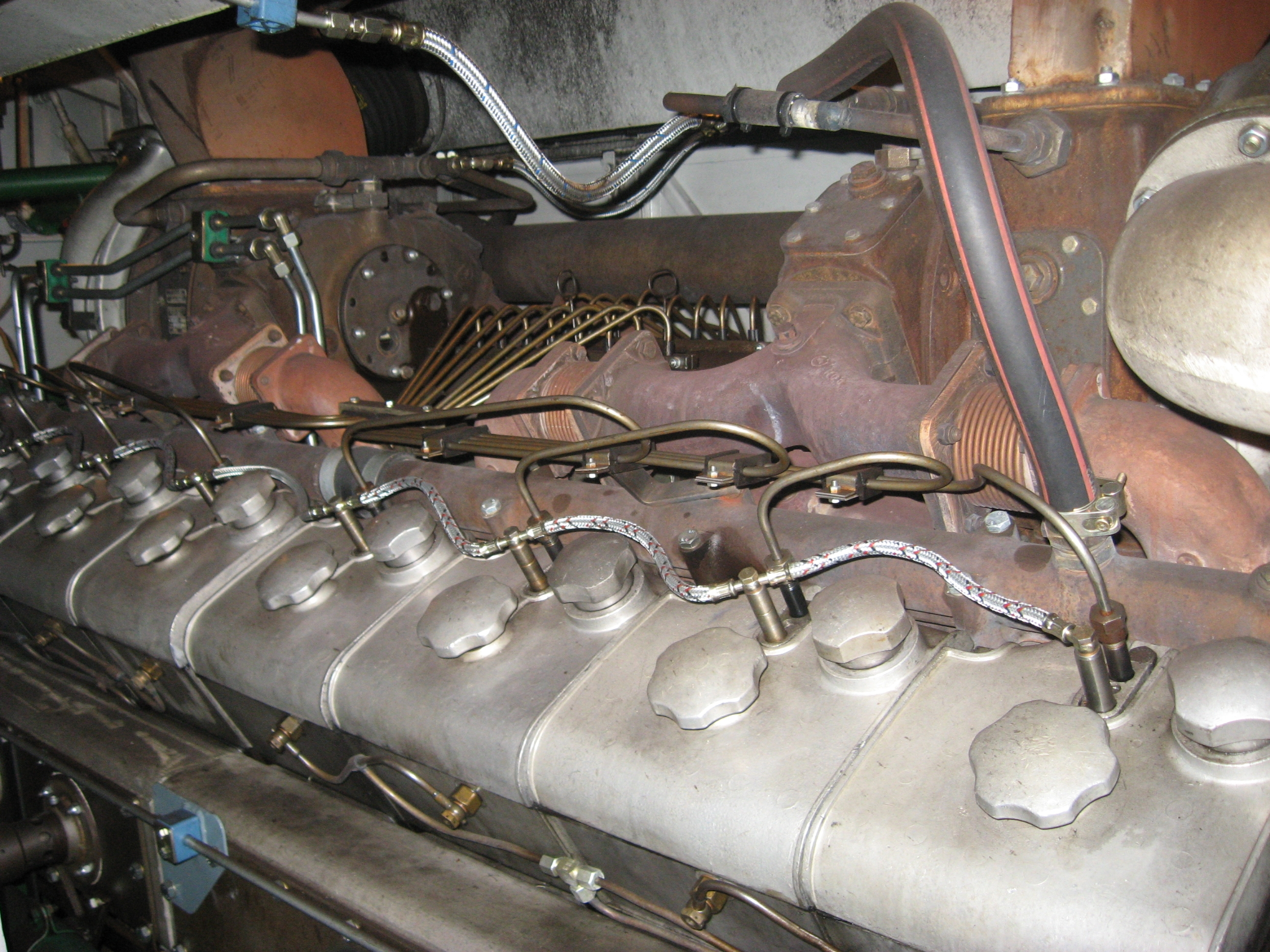
Motor Tampella MGO de una locomotora VR Class Dv12

La configuración V16 también se utiliza en varios motores diésel de gran cilindrada que se utilizan como motores marinos o en locomotoras de ferrocarril. Esto se debe a que los fabricantes a menudo diseñan un motor en torno a un cubicaje fijo por cada cilindro, y luego se agregan cilindros adicionales al diseño hasta que se logra la potencia de salida requerida. Por ejemplo, la gama de motores Electro-Motive Diesel 710 utiliza una cilindrada de 710 plg³ (11,6 L) por cilindro, y la versión de 16 cilindros (denominada EMD 16-710) produce más de 4300 HP (3,2 MW).
GE Transportation Systems produce los motores de cuatro tiempos de la Serie 7FD (utilizados en aplicaciones marinas, locomotoras y estacionarias), que tienen un desplazamiento de 668 plg³ (10,9 L) por cilindro y puede producir más de 4400 HP (3,3 MW). GE también fabrica el GEVO-16, que produce más de 6000 HP (4,47 MW).
Otro motor diésel V16 es el Wärtsilä 46F, que produce más de 25 700 HP (19,2 MW) a 600 rpm.
En el Reino Unido desde 1947 en adelante, la subsidiaria English Electric diesel engines de la compañía English Electric desarrolló un motor V16 para uso ferroviario y marítimo basado en su serie K de 10" de diámetro x 12" de carrera (254 mm x 305 mm) de la década de 1930, especialmente utilizado en las locomotoras de British Rail de las clases 40 y 50 con una potencia de salida en el rango de 2000-3000 hp (1492-2238 kW) a regímenes de giro que van de 600 a 900 rpm. Este motor también deriva de una serie basada en un tamaño de cilindro fijo de 942 pulgadas cúbicas (15,4 L), lo que le da al V16 una capacidad total de 15.072 pulgadas cúbicas. (246 L).
Otro fabricante notable que ofreció la configuración V16 fue Detroit Diesel Corporation, especialmente en sus motores diésel de dos tiempos de las series 71, 92 y 149, con una potencia que oscila entre 650 y más de 2400 bhp (485-1790 kW) a velocidades superiores a 2000 rpm en los rangos más pequeños. Una vez más, estos motores se basaron en piezas comunes (la designación numérica es el tamaño del cilindro en pulgadas cúbicas) y se utilizaron para aplicaciones marítimas, de generadores y de camiones mineros todo terreno. La naturaleza modular de los motores significó que la configuración V16 se construyó juntando 2 bloques de motor V8 y el ciclo de 2 tiempos ofreció una excelente relación potencia-peso, siendo el 16V149 capaz de igualar la salida de 4 motores mucho más grandes y de funcionamiento más lento.
Fairbanks Morse fabrica los siguientes motores diésel: V16, FM | ALCO 251F, FM | COLT-PIELSTICK PA6B STC, FM | COLT-PIELSTICK PC2.5 STC, FM | MAN 28 / 33D STC, FM | MAN 32 / 44CR, FM | MAN 48/60 CR y FM | MAN 175D.

## Aplicaciones en aeronaves

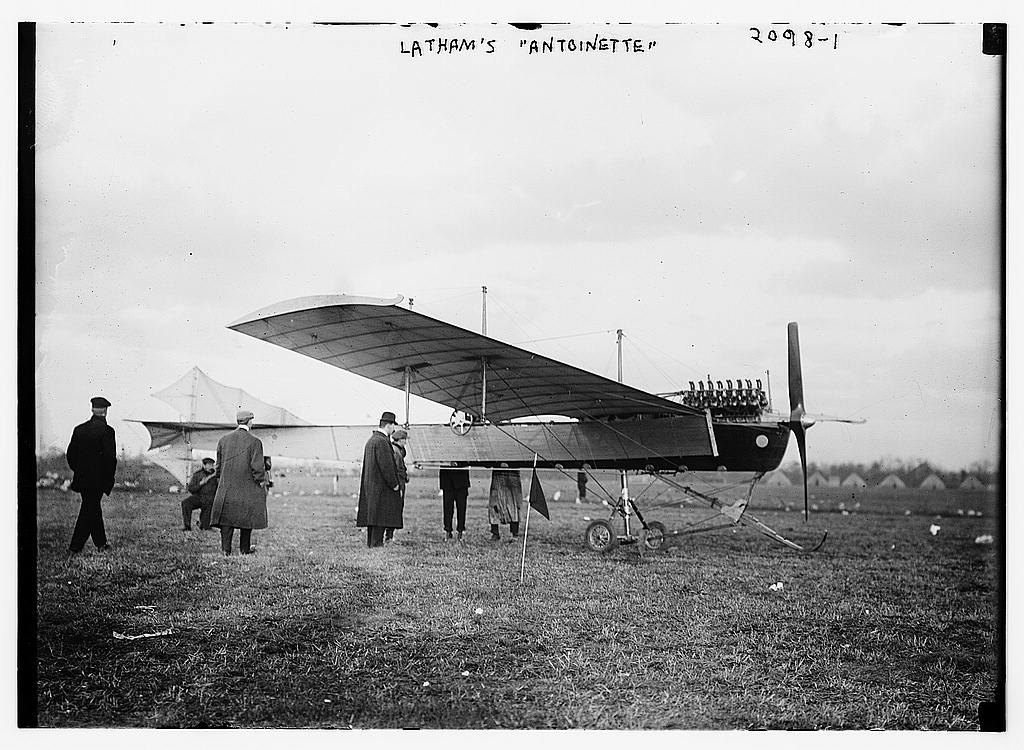
Avión experimental Antoinette VII

La versión de 1910 del Antoinette VII fue impulsada por un motor V16 y compitió en el Trofeo Gordon Bennett de 1910 disputado en los Estados Unidos.
Los dirigibles de la clase Hindemburg de la década de 1930 estaban propulsados por cuatro motores diésel Daimler-Benz DB 602 V16.
En la primera mitad del siglo XX, varios prototipos de aviones utilizaron motores V16, entre ellos:
- Prototipo de 1907 diseñado por el ingeniero Léon Levavasseur de la compañía Antoinette.[17]
- Duesenberg desarrolló un motor V16 para su uso en aviones militares a mediados de la década de 1910, aunque la Primera Guerra Mundial terminó antes de que se probara en un avión.[18]
- El motor V16 invertido Chrysler IV-2220 comenzó a desarrollarse en 1939, cuando el gobierno de los Estados Unidos contrató a la compañía para crear un nuevo motor para su uso en aviones de combate. El motor resultante rendía 2500 HP (1864,3 kW),[19] aunque hasta junio de 1945 no estuvo listo para someterlo a prueba. Se instaló un motor prototipo en un Republic P-47 Thunderbolt (denominado "XP-47H"),[20] que alcanzó una velocidad máxima de 504 mph (811,1 km/h). La Segunda Guerra Mundial terminó poco después de las pruebas, por lo que cesó su desarrollo.